# Batalla de Barbalissos
La batalla de Barbalissos es va lliurar a Barbalissos l'any 253, entre l'imperi Sassànida i Roma.
Sapor I va utilitzar les incursions romanes a Armènia com a pretext i va reprendre les hostilitats amb els romans. Els romans i els sassànides es van enfrontar a la ciutat de Barbalissos. La derrota dels romans va permetre a Sapor I, capturar les ciutats d'Antioquia i Dura Europos a Síria.
Les incursions dels sassànides van obligar a l'emperador Valerià a intervenir directament, però va ser vençut i fet presoner a la batalla d'Edessa l'any 260.